# Teatro Cine Fraga
El Teatro Cine Fraga es una construcción singular concebida como teatro y principalmente cine, construida en 1942 por el arquitecto madrileño Luis Gutiérrez Soto en la calle Uruguay, en el centro de la ciudad de Vigo.

## Historia

### Proyecto y obras
Isaac Fraga Penedo presentó ante el ayuntamiento de Vigo en verano de 1941, el proyecto de un cine, el más majestuoso de Galicia, convencido de que el pujante Vigo era un lugar perfecto para negocios. Ya en los años 20 del siglo XX, este productor de cine carballinés y propietario de la empresa Fraga, gestionaba la gran parte de las salas de cine en las principales ciudades de Galicia y en otras ciudades del noroeste de España.
El solar dónde se yergue el edificio, en el cruce de las calles Uruguay y la calexa de Isabel II, tenía unas casitas que eran propiedad de Fraga, y fueron derribadas bajo la supervisión del arquitecto Jenaro de la Fuente Álvarez (hijo del también arquitecto, Jenaro de la Fuente Domínguez), que en un principio se encargaría del proyecto, pero que finalmente se descartó. El arquitecto Francisco Castro Represas hizo otro diseño: la Sala Universum en 1933, una gran sala de espectáculos promovida por Eugenio González de Haz, que no se ejecutó. Finalmente el proyecto es diseñado por el arquitecto madrileño Luis Gutiérrez Soto, conocido por la construcción de cines en Castilla además de ser el arquitecto oficial del franquismo. Su primer proyecto es también descartado, escogiéndose su segundo diseño, con los gustos galleguistas (inspirados en construcciones compostelanas) de Fraga Penedo.
Las obras duran seis años debido de los problemas técnicos surgidos. Los arquitectos Bernardo Carratalá y Arturo Fraga Framil, hijo del incluso Isaac Fraga, ayudan al madrileño en las obras durante las ausencias de este. Arturo Fraga hace algunas modificaciones interesantes al proyecto inicial, siendo en parte gran responsable del cuidado resultado final. Las exigencias en calidad fueron máximas, incluso se contrataron escayolistas extranjeros, y resultando un exterior de cantería de perpiaño de granito gallego perfecta. Algunos de sus elementos fueron premiados en los concursos celebrados por la Escuela de Artes y Oficios de Vigo.

### Inauguración
El Fraga abre sus puertas el 27 de marzo de 1948, con el estreno de la película Botón de ancla de la Suevia Films, un drama ambientado en Galicia, dirigido por el gallego Ramón Torrado y protagonizado por Fernando Fernán Gómez, el compostelano Antonio Casal, Jorge Mistral, Isabel de Pomés, María Isbert, Encarna Paso, Mary Santpere y el coruñés Xan de las Bolas. Los periódicos locales loaron la belleza de la nueva sala, que, con 1758 localidades, se convierte en la principal de la ciudad. El cine vive la época dorada hasta los años ochenta del pasado siglo.

### Decandencia
Con los años el cine comienza a perder espectadores, con la aparición en los ochenta de la variada oferta de los multicines (Multicines Centro en María Berdiales, hoy desaparecidos, y Multicines Norte, en la Vía del Norte), en ese momento (1988) se decide adaptar la sala Velázquez la una nueva sala de proyecciones con setenta y cinco butacas (Fraga 2). Sufrió un gran incendio el 23 de septiembre de 1988 y la empresa asumió la rehabilitación, rematando los trabajos en tres meses. En abril de 1996 se adapta la antigua cafetería para crear una sala adicional de noventa y cinco butacas (Fraga 3).

### Cierre
El Fraga no consigue remontar la crisis, y el 28 de junio de 2001 cierra sus puertas para siempre con la película norteamericana de aventuras Lara Croft: Tomb Raider en la sala principal y la argentina Una noche con Sabrina Love y la americana The Mummy Returns en las salas 2 y 3 respectivamente. El gran cartel de Tomb Raider con la imagen de Angelina Jolie como Lara Croft quedó en la pared exterior del pórtico durante meses hasta coger moho.
En agosto de 2007 cerró la discoteca Nueva Olimpia que se había inaugurado en el sótano del edificio en mayo de 1973. El cierre contó con la actuación de Georgie Dann, que también había sido el padrino de la discoteca, después de que Nino Bravo, el verdadero invitado, había muerto unas semanas antes. En la discoteca, muy sonada en Vigo, y de espectacular acústica, actuaron artistas como Miguel Bosé, Massiel, Antonio Machín, Cecilia o el galés Tom Jones.
En 2013 salieron a la venta varias piezas del antiguo cine: antiguos carteles de filmes, la báscula, tacos de entradas, y en especial las butacas hechas en madera de roble americano y nogal, y tapizadas en terciopelo rojo.

### Proyecto de rehabilitación

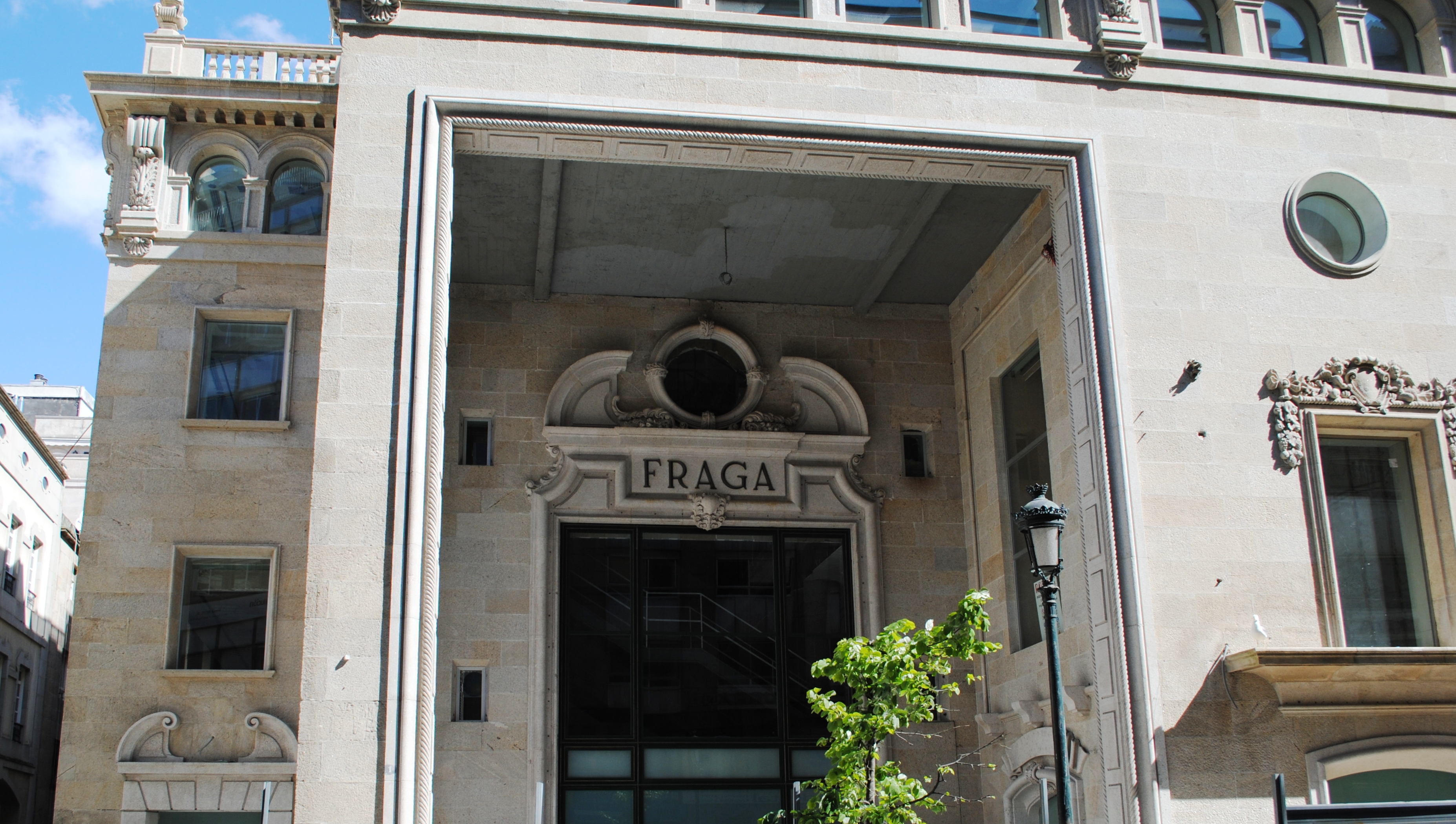
Detalle de la entrada al cine durante las obras de rehabilitación de 2012.

En el mismo mes del cierre, la entidad Caixa Galicia decide montar en la ciudad olívica un centro social y cultural, por lo que decide comprarle el inmueble a Ignacio y Mercedes Fraga por 1290 millones de pesetas. El conocido arquitecto gallego César Portela hace el proyecto, intentando mantener totalmente la estructura original y los detalles de Gutiérrez Soto. El nuevo centro social tendrá una sala principal para espectáculos y salas para diversas actividades culturales. El sótano acogerá una sala de exposiciones.
Los trabajos comenzaron en agosto de 2007, después del cierre de la discoteca Nueva Olimpia después de 34 años de actividad. Se limpiaron las fachadas y comenzaron los trabajos; las obras están avanzadas pero paradas, en parte por la crisis económica que atraviesa el país, y en parte porque la entidad Caixa Galicia desapareció para fusionarse con Caixanova para formar Nueva Caixa Galicia, y posteriormente Novagalicia Banco.

## Descripción y estilo
El cine Fraga fue diseñado por Luis Gutiérrez Soto como un edificio de carácter regionalista por presión de Isaac Fraga, que quiso incorporar elementos de la arquitectura histórica gallega, especialmente elementos del barroco compostelano con añadiduras neorrenacentistas. El sino de la construcción era ya acoger un teatro-cine de 1758 localidades, una sala de fiestas, un salón de té (cafetería) y oficinas de alquiler. Los muros de la fachada son de cantería de perpiaño de granito gallego procedente de la cantera de Castrelos, con la piedra de mayor calidad empleada en los adornos. La estructura interna es de hormigón. La galería superior de la fachada muestra arcos enlazados, que recuerdan a la fachada del Tesoro del claustro de la Catedral de Santiago de Compostela, o los adornos de los vanos de la balconada de la calle del Uruguay, semejantes a los del Hospital de los Reyes Católicos. El elemento más característico es el gran pórtico abierto en la esquina de las calles, de formas rectangulares y decoración neobarroca.